# 松平忠輝
松平 忠輝（まつだいら ただてる）は、安土桃山時代から江戸時代にかけての大名。

## 生涯

### 出生
天正20年（文禄元年、1592年）に徳川家康の六男（庶子）として誕生した。『徳川幕府家譜』『御九族記』には文禄元年に浜松で生まれたとある一方、『幕府祚胤伝』には江戸城で誕生したとした上で、同年に同母の松千代が双子の兄として誕生したとある。前者はこれ以前の天正18年（1590年）に家康が江戸に、それ以前の天正13年（1585年）に浜松から駿府に移っている。また後者は松千代を兄とする問題点がある。幼名は辰千代（たつちよ）とされ、生年が辰年だったのがその由来と思われるが、他に竹丸・藤松の名も確認される。
誕生した月日は『幕府祚胤伝』では1月4日だが、後述する高田城への移動の吉兆を占うために母茶阿局が崇伝に依頼した書状には、慶長18年7月13日時点で22歳とあり天正20年、また8月9日に出生したとある（『本光国師日記』）。
なお、『徳世系譜』（朝野旧聞裒藁所載）には天正14年（1586年）生、文禄元年元服とする記述がある。同時代資料には、『言経卿記』に慶長10年（1605年）4月11日の参内・任官時点で12・3歳頃とあり文禄2年頃、『当代記』には慶長8年12月の川中島転封時点で12歳（竹主（丸）表記）、慶長10年5月11日時点で14歳（同『慶長見聞録案紙』、『当代記』には第七子とある）とあり文禄元年、また『当代記』に慶長14年（1609年）9月23日や同年12月11日時点で20歳とあり天正18年、同じく『当代記』に慶長15年（1609年）閏2月2日時点で22歳とあり天正17年に換算される。
武田信吉が生まれた天正11年（1583年）から天正20年の間に、公式には家康の子が出生した資料は確認できない。この間は秀吉の妹朝日姫が家康の継室となって死去する期間（天正14年 - 同18年）に符号しており、この間に家康の子が生まれるのは外聞を憚ったと見られる。
生母・茶阿局の身分が低いため、下野栃木（皆川）城主で3万5,000石の大名である皆川広照に預けられて養育されることとなった。また天正期誕生説を採用した場合、義兄に当たる秀吉への遠慮も理由として考えられる。

### 長沢松平氏

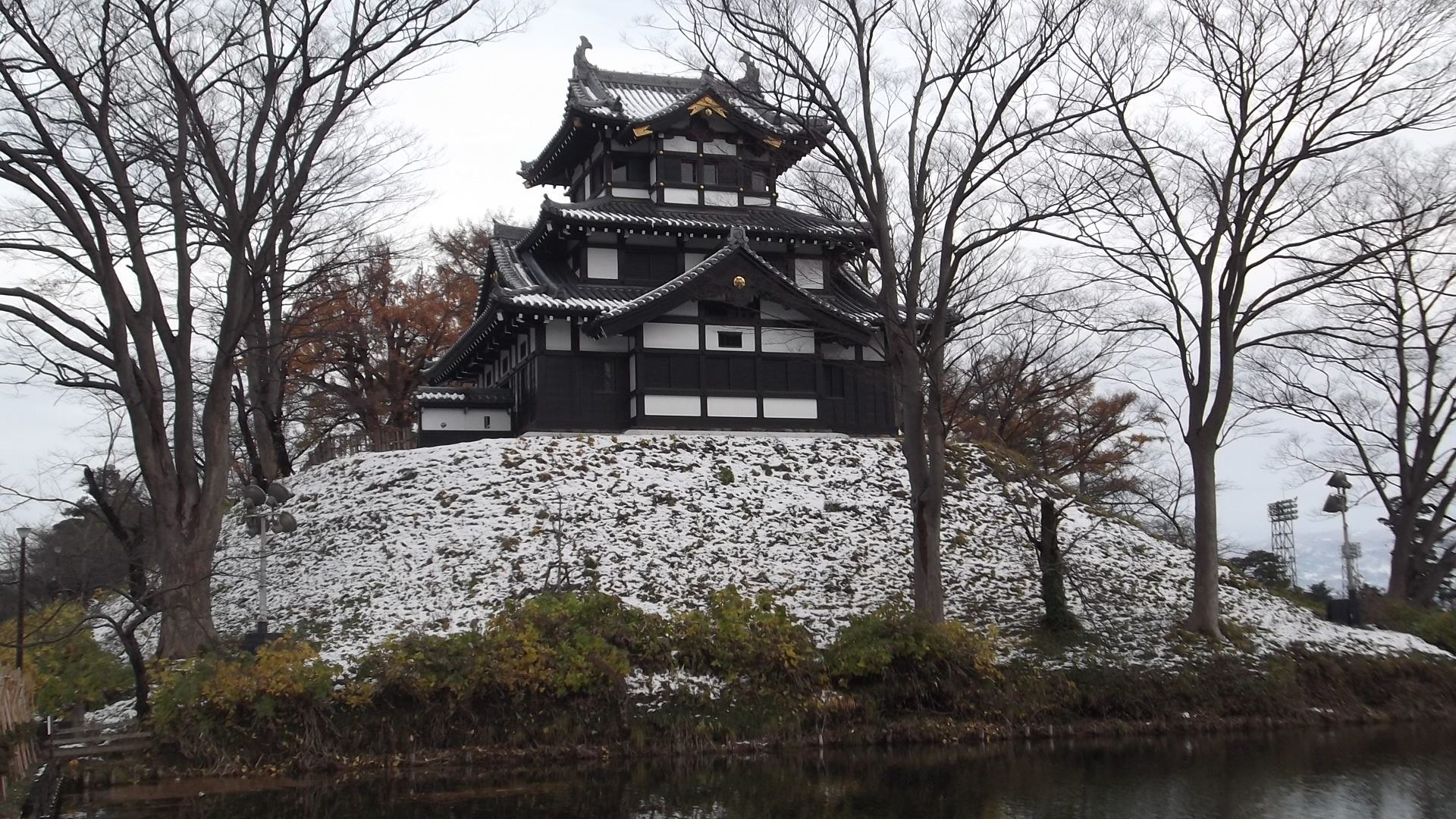
越後高田城三重櫓（新潟県上越市）

慶長3年（1598年）、伊達政宗の娘と縁組を行う。
慶長4年（1599年）1月、家康の七男で同母弟の松千代が早世したため、弟の名跡を継ぐ形で長沢松平氏の家督を相続し、武蔵国深谷1万石を与えられた。ただし史料によっては、長沢松平氏は松千代を経ずに忠輝が直接継いだとする（時期は『徳川幕府家譜』では慶長初め、『御九族記』は松平康直死去と同じ文禄2年。「松平松千代#異説」も参照。）。 
慶長7年（1602年）12月に下総国佐倉5万石に加増転封され、元服して上総介忠輝を名乗る。慶長8年（1603年）2月、12日の家康征夷大将軍任官直前の6日に、信濃国川中島藩12万石に加増転封され、待城（松代城）主となる。わずか40日で2度の転封となるが、『家忠日記追加』には川中島転封以前は下総国桜井（現在の千葉県木更津市桜井）に在住したとあり、佐倉転封は事実でない可能性がある。この場合、元服も川中島転封時になる。
慶長10年（1605年）に上洛して家康が将軍として最後に参内した翌日の4月11日に参内、従四位下・右近衛権少将に任じられる。5月11日には新将軍秀忠の名代として、上洛を拒否した大坂の豊臣秀頼に面会した。慶長11年（1606年）11月24日、先述のように縁組した政宗の長女・五郎八姫と結婚した。慶長13年（1608年）、異父姉の婿の花井吉成が附家老とされた。
慶長14年（1609年）9月、幼き日の忠輝を養育し、この頃は幕府からの附家老であった皆川広照や、山田重辰・松平清直ら古くからの家臣が、忠輝の素行の改まらないことを駿府の家康に訴えた。忠輝側の弁明もあり、家康からは逆に家老に不適格であるとされて皆川・松平清直は改易、山田は切腹となった。
慶長15年（1610年）、当初は井伊直勝の代わりに近江国60万石もしくは50万石を与える話があったが、閏2月に越後福嶋騒動で堀忠俊が改易されると、その旧領である越後国高田藩（福島城主・後述）30万石を加封され、川中島14万石と併せて合計45万石を領した（『恩栄録』）。なお、所領は史料によって75万石（『慶長見聞録案紙』『慶長見聞書』）、65万石（『松平系諸集参考』）、55万石（『家盛』『大三川志』）、53万8千500石（『武徳編年集成』）、45万石（『恩栄録』『続選武家補任』）と一定していない。旧領の川中島領は花井吉成が松代城代となって支配した。この際、幕命により松平清直を5千石で再度附属させられている。
慶長17年9月には駿府で家康と面会したが、これは主に江戸に参勤していた忠輝としばらく会っていない家康からの要望だった。同年には長年家康麾下の大番頭を務めた松平重勝を、忠輝の附家老にした。翌年4月も忠輝は駿府に出向き、家康と面談している。

### 高田築城
越後領有当初の忠輝は、堀氏が築いた福島城を居城としたが、慶長17年7月の時点で南に移る話があり、慶長19年（1614年）2月に高田へ移ると、3月15日に高田城築城が始まり、7月5日に普請は完了した。高田城は幕命（天下普請）により、忠輝の義父である伊達政宗をはじめとした13家の大名の助役で築造された。西の越前国に封じられた同じく家康の子である結城秀康67万石の北の庄城と高田城の忠輝63万石の合計130万石で、加賀国の前田家120万石を挟んで封じ込める形になる。他の天下普請の徳川城郭と比較した場合に石垣の比率が低いが、これは東北の城全般に言える。移転理由として海と2本の川に囲まれた福島城は交通利便はあるが、河川や海による城への被害が激しかったためとある。また俗説として忠輝が絶えず聞こえる日本海の波の音を怖がったために内陸部に移転した、とする話が伝わる。

### 改易・配流

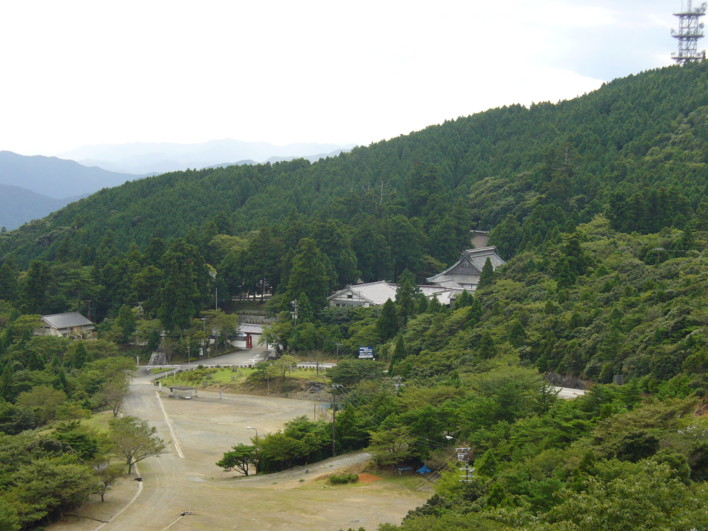
伊勢朝熊の金剛證寺

慶長19年（1614年）の大坂冬の陣では江戸の留守居役を命じられた。剛毅な忠輝には不満が残る命令であり、なかなか高田城を出発しなかったが、岳父の伊達政宗の促しもあり、結局これに従った。戦後、駿府へ帰国した家康に面会している。慶長20年（1615年）の大坂夏の陣で大坂に出陣した。伊達政宗の後援の下に大和口の総督を命じられたが、それ故の後方布陣により目立った軍功は挙げていない。同年8月、家康は忠輝に対し、今後の対面を禁じる旨を伝える使者を送った。
元和2年（1616年）4月、駿河国駿府城にて家康が死去した。家康は今際の際に秀忠・義直・頼宣・頼房らを呼びながら、忠輝だけは呼ばなかった。拝謁を望む忠輝は駿府まで自ら参じたが、家康は最後まで面会を許さなかった。『徳川実紀』は「忠輝、いそぎ発途して駿府へ参られ、宿老もて御気しき伺はれしに。家康は以の外の御いかりにて。城中へも入るべからざる旨仰下され。御対面も叶はざれば。少将（忠輝）せんかたなく御城下の禅寺に寓居して。御気のひまを伺ひて。謝し奉られんとする内に薨去……」と伝えている。
元和2年（1616年）7月6日、忠輝は兄の秀忠から改易を命じられて、伊勢国朝熊に流罪とされ、金剛證寺に入った。生母の茶阿局は、家康の側室の阿茶局や高台院などにも取り成しを依頼したが、聞き入れられなかった。元和4年（1618年）3月5日に正式に飛騨国高山の金森重頼に預けられた。この際、使者の近藤秀用・中山照守に対して「吾罪あらんには。この儘に死をたまはるべし」（『徳川実紀』）と、潔い死罪を主張して動こうとしなかったが、幕府の重臣らがとにかく将軍に陳謝することを勧めたため、ようやく飛騨に赴くことにした。金森家では忠輝を持て余したらしく、寛永3年（1626年）4月24日には信濃国諏訪の諏訪頼水に預け替えとなった。息子の徳松（母は竹の局）は同行が許されず、別に岩槻藩主阿部重次の預かりとなったもののそこで冷遇され、寛永9年（1632年）に住居に火をつけて自殺している。享年18、墓所は岩槻の浄安寺。

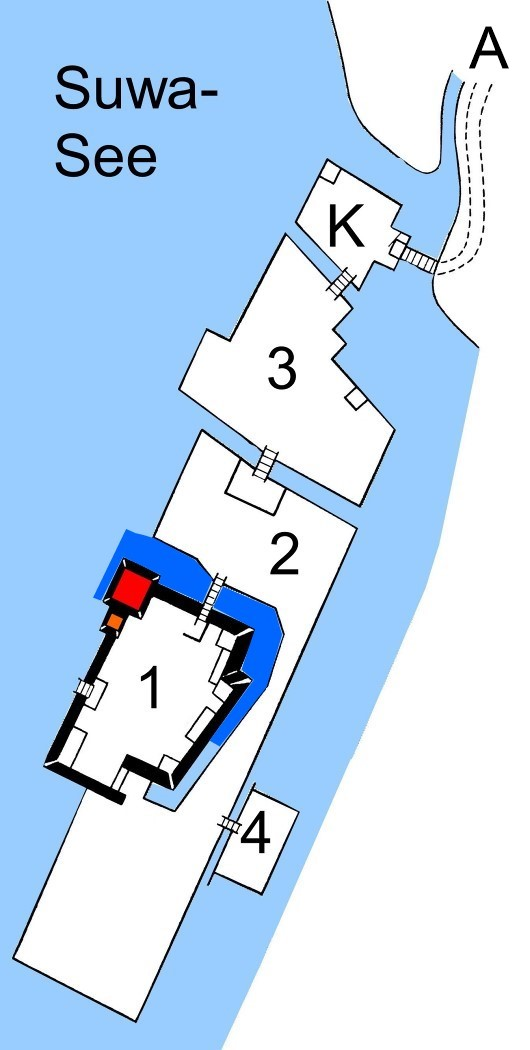
高島城本丸、二ノ丸、三の丸図解。右下の「4」の部分が預り屋敷のために増設された「南の丸」部分。

忠輝は諏訪の配流屋敷で長年を過ごした。監禁生活ではなかったらしく、地元の文人と交流したり、諏訪湖で泳いだなどの話が残る。天和3年（1683年）7月3日、幽閉先である諏訪高島城（南の丸）にて死去した。享年92。当時としても長命であり、徳川将軍は大甥の5代徳川綱吉になっていた。

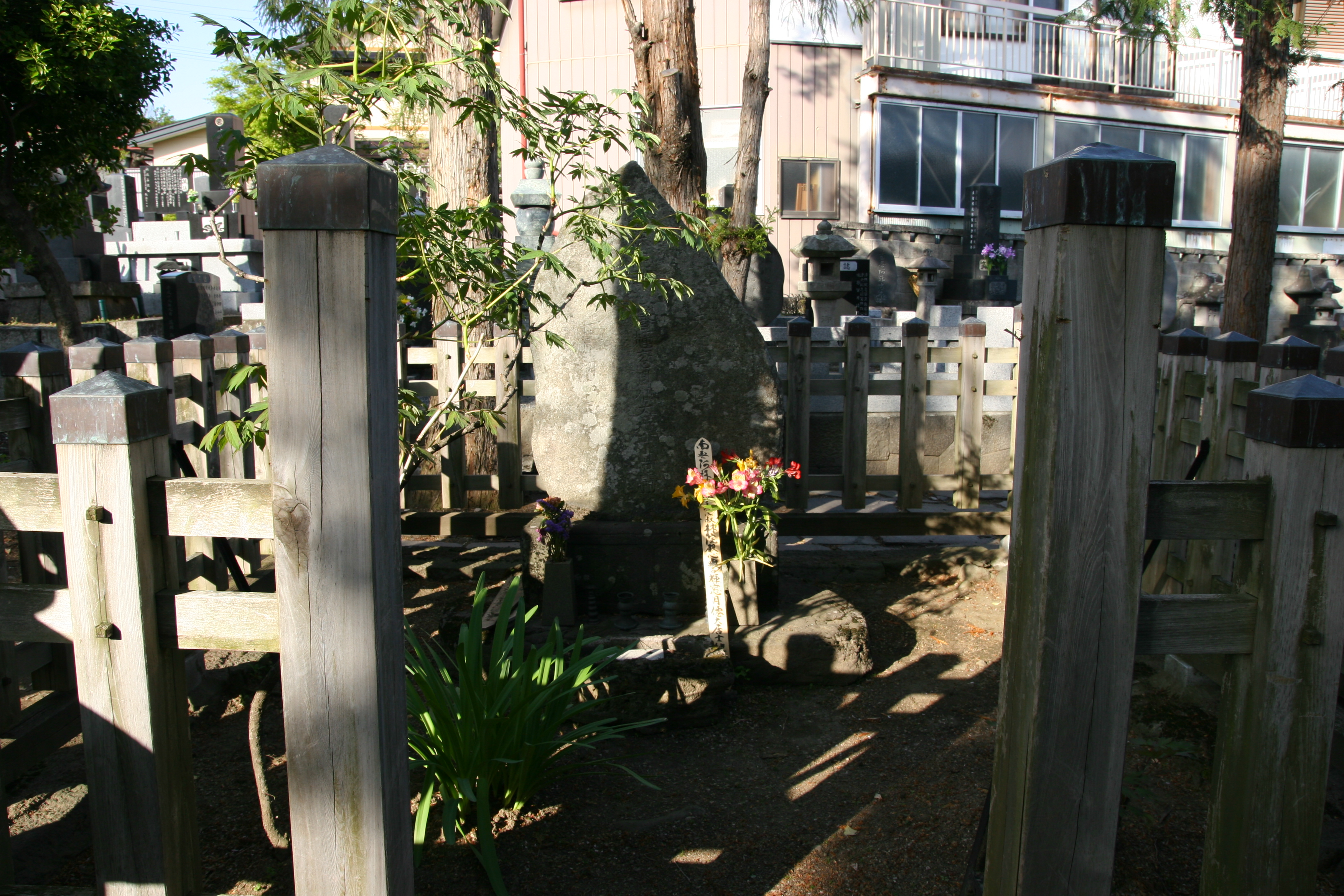
長野県諏訪市の貞松院にある忠輝の墓所

野風の笛の逸話をもって、家康との仲は実はそう悪くはなかったとする説もある。この笛は、織田信長→豊臣秀吉→家康と渡り歩いた物とされており、その天下人の象徴である笛を、家康は茶阿局を通して忠輝に渡したといわれている。現在、長野県諏訪市の貞松院に保存されている。

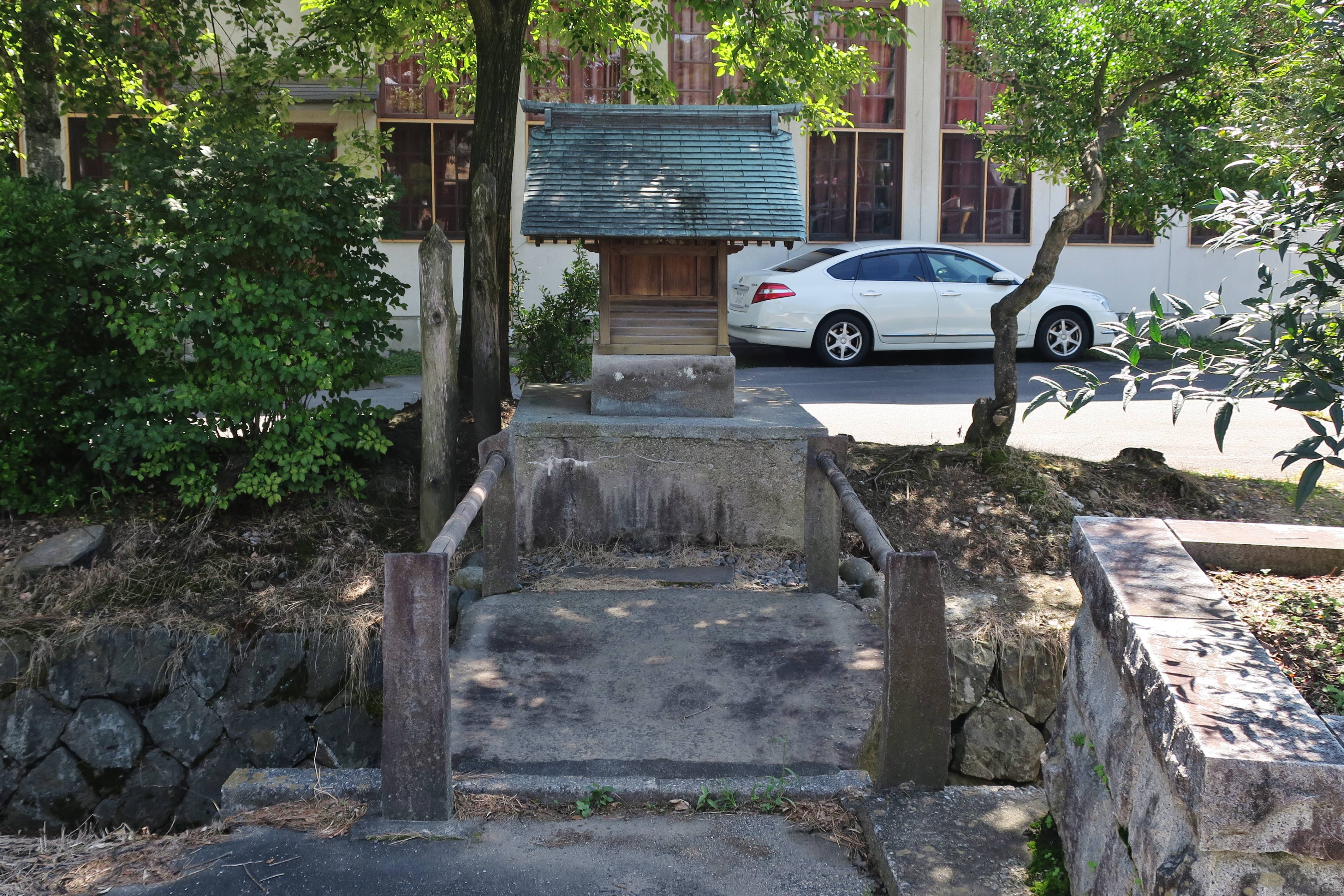
高島城・南の丸跡にある松平忠輝公神社

## 赦免
徳川宗家より赦免されたのは、死去から300年後の1984年になってからであった。忠輝の菩提寺である貞松院の住職・山田和雄が300回忌での赦免を思い立ち、徳川宗家18代当主の徳川恒孝に願い出て実現した。7月3日、恒孝によって赦免され、仏前への奉告は貞松院の檀信徒の都合などで3年後の1987年10月24日に行われた。10月24日の法要には、仙台伊達家当主の妹や諏訪家当主、当時の家臣の子孫など約400名が参列し、恒孝が赦免状を読み上げた。

## 冷遇説
忠輝は次兄の結城秀康と同じように、父親から生涯を通じて嫌われたとする資料は、江戸中期以降の史書に確認でき、その理由として容貌を嫌ったという記録が多い。
『藩翰譜』には「世に伝ふるは介殿（忠輝）生れ給ひし時、徳川殿（家康）御覧じけるに色きわめて黒く、まなじりさかさまに裂けて恐しげなれば憎ませ給ひて捨てよと仰せあり」、と伝える。つまり、家康は生まれたばかりの新生児である忠輝の顔が醜いという理由だけで、捨て子扱いしたとある。同書には慶長3年、7歳の時に忠輝と面会した家康が、「恐ろしき面魂かな、三郎（松平信康）が幼かりし時に違ふところなかりけり」と語ったとも伝える。
また『野史』の同年の記事には、家康が忠輝を見て「面貌怪異、三郎（松平信康）ノ稚顔ニ似タリ」と言ったという記述がある。家康は、長男・信康の面影を忠輝に見いだしてたとある。甥で同じく改易された松平忠直などと同様、忠輝は粗暴な一面があったとも伝えられている。

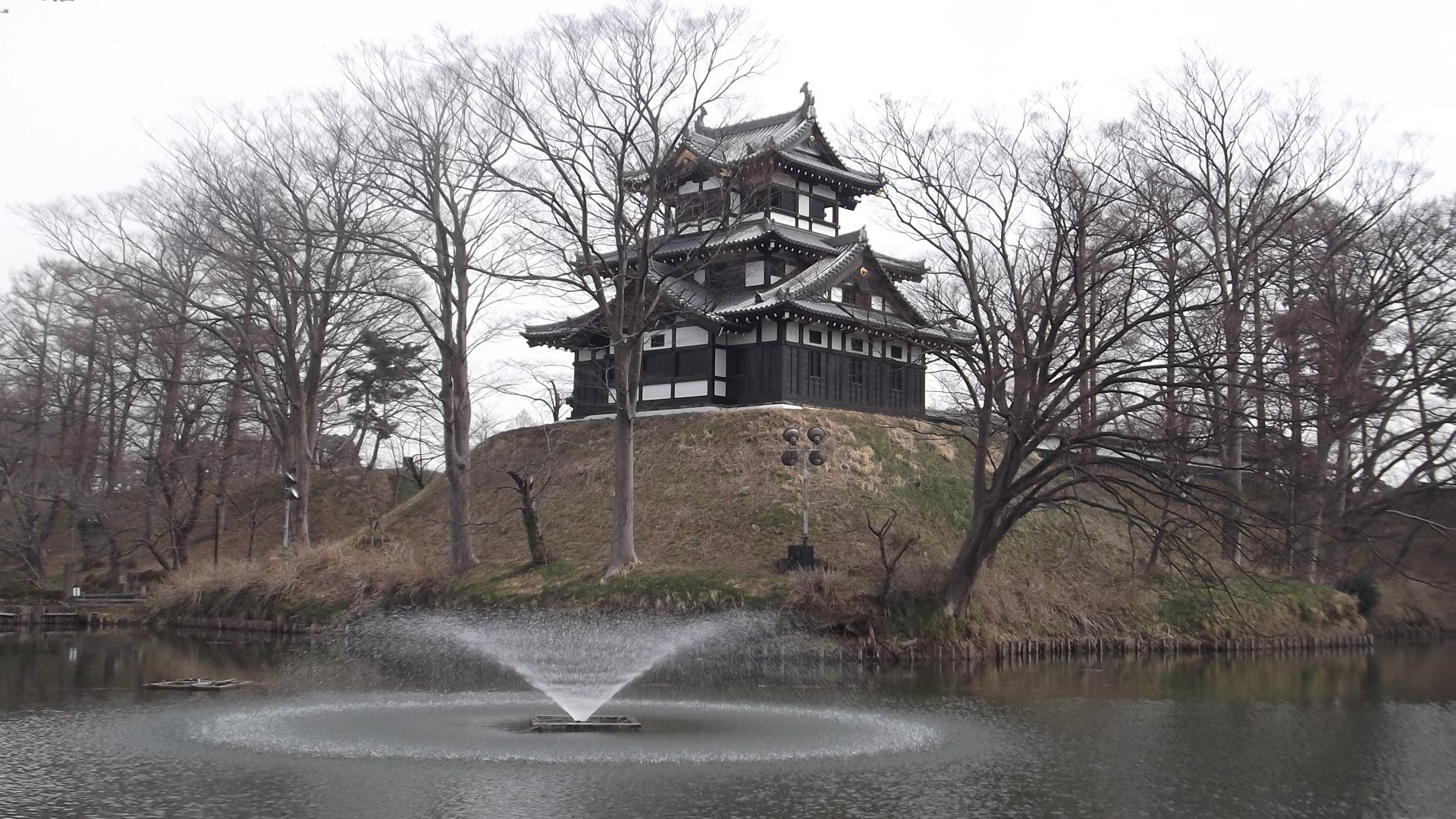
越後高田城三重櫓（新潟県上越市）

また所領面については、慶長11年（1606年）の川中島12万石の太守であった時点で、弟の義直（7歳）は甲斐府中25万石、頼宣（5歳）は常陸水戸藩25万石、頼房（4歳）には常陸下妻藩10万石を与えており差があるが、これは庶子故と見られる。なお、先述のように同母弟の松千代も幼くして長沢松平氏を継ぐ形で武蔵深谷藩を与えられていたのに対し、同時期の忠輝には特に何も与えられず、松千代の夭折によって兄の忠輝がその跡を継ぐという、逆の形になったとある。しかし、これも松千代を介さず直接忠輝が長沢松平氏を継いだ資料もあり、同時代史料で忠輝が殊更冷遇されたとする記述は無い。

## 改易の理由
家康没後の元和2年（1616年）7月6日、兄の秀忠は忠輝に改易を命じた。
- 大坂夏の陣に際して忠輝軍が大坂に向けて進軍中、近江守山で軍列を追い越したとして、秀忠直属の旗本、長坂信時らを斬り殺したため。家康はこの一件を大坂の陣後の帰国時に同地を訪れた際に初めて聞き、怒りを露わにして調査を命じた。当時の軍法では他の者が自隊に入り込んだ際には、馬や武具の没収を命じており、斬り捨ては過剰行為であった。
- 合戦後の戦勝を朝廷に奏上するため、家康は忠輝に対して共に参内するように命じた。しかし、忠輝は病気を理由に参内せず、しかもそのとき、嵯峨野に出向いて桂川で舟遊びをしたこと。
- 帰国に際して許可を得なかった上、本街道を通らずに脇道を通り帰国したこと。これも当時の軍法違反に当たる。
- 大領を得ているにもかかわらず、私事に金穀を用いて軍用金不足を訴えたこと。

以上が、秀忠が改易を命じた理由である。しかし実際は、以下の理由もあったのではないかとされている。
- 忠輝の岳父が伊達政宗であったため、また幕府内で奉行職を兼任し莫大な財力を背景に隠然と権力を振るっていた大久保長安と近い間柄であったことから、幕府から警戒されたという説（大久保長安事件）。忠輝の重臣で縁者の花井吉政は、娘を大久保の息子の室とし、さらに息子の室に大久保の娘を迎えている。大久保自身も幕閣の諸職と兼任の上で、慶長8年（1603年）2月12日に忠輝の附家老に任じられている。

## 人物
- 忠輝は従四位下左近衛権少将に叙任されたが、生涯を上総介で通したという。そのため、史書の一部では、忠輝が少将になった後も、上総介と記しているものも少なくない。
「此人平生、行跡実に相協力、騎射万人に勝れ、両脇自然に三鱗あり、水練の妙、神に通ず。故に淵川に入って蛇龍を捜し、山に入って鬼魅を索め、剣術絶倫、性化現の人」（『柳営婦女伝系』および『玉輿記』）。
- 海外との交易に興味を示し、武術を好むと同時に茶道、絵画、薬学に通じた文化人でもある。

## 家臣
長沢松平家を相続した形になるため、同一族の関係者が多い。皆川・山田・松平清直は「上総介殿の三臣」と称された。領地拡大に伴い新参家臣を多く登用したため、新旧の派閥対立が起こった。
- 皆川広照 - 養父であり、附家老。忠輝の改易後は浪人したのち幕府に取り立てられ、大名。
- 山田重辰 - 長沢松平家家臣。松平清直の姉婿。
- 松平清直 - 長沢松平家。改易後は幕臣として長沢松平家旧領近隣を与えられ、交代寄合。幕閣の重鎮の土井利勝とも義兄弟であるため登用されたと考えられる。
- 松平正世 - 長沢松平家。清直弟。忠輝改易後に川中島・次いで越後高田を領した松平忠昌に仕え、忠昌の福井藩相続に伴い福井藩士。子孫は福井藩家老職。
- 花井吉成 - 忠輝の異父姉の婿。娘に幕閣の重鎮大久保長安六男の室や忠輝与力大名の村上忠勝室がいる。城代として川中島の開発に貢献し、現在、花井神社に祀られている。
  - 花井義雄 - 主水正。吉成の死後、跡を継いだ。大久保長安の娘婿。大坂夏の陣では先鋒を務めた。改易時に連座し、1616年に松平康長に預けられ斬首された。花井神社に祀られている。
- 長谷川正之 - 小姓頭。忠輝改易時に伊勢に同行したが、のち信濃川中島に帰り、当時の同藩主の酒井忠勝に仕えた。酒井家家臣として出羽国に従い、のち同家家老職。
- 正木時明 - 正木頼忠の五男。忠輝配流後も伊勢朝熊、飛騨高山、信濃諏訪と配流先に従った。

## 忠輝の登場する作品
小説
- 『捨て童子・松平忠輝』 作：隆慶一郎
- 『忍びの卍』 作：山田風太郎
- 「倒の忍法帖」作：山田風太郎
- 『面貌』 作：松本清張
- 『わたしのお殿さま』　作：鷹井伶

漫画
- 『捨て童子 松平忠輝』原作：隆慶一郎　画：横山光輝
- 『へうげもの』作：山田芳裕

テレビドラマ
- 『春の坂道』（1971年、NHK大河ドラマ、演：石立鉄男）
- 『徳川家康』（1983年、NHK大河ドラマ、演：田中健）
- 『野風の笛 鬼の剣 松平忠輝・天下を斬る!』（1987年、日本テレビ、演：松平健）
- 『独眼竜政宗』（1987年、NHK大河ドラマ、演：岡田二三→真田広之）
- 『徳川無頼帳』（1992年、テレビ東京、演：千葉真一）
- 『影武者徳川家康』（1998年、テレビ朝日、演：鈴木浩介）
- 『葵 徳川三代』（2000年、NHK大河ドラマ、演：岩渕幸弘→阪本浩之）
- 『天下騒乱〜徳川三代の陰謀』（2006年、テレビ東京、演：山田純大）

演劇
- 2003年、宝塚歌劇団花組が隆慶一郎『捨て童子・松平忠輝』を「野風の笛」のタイトルで舞台化。

ゲーム
- 『戦国大戦 -1615 大坂燃ゆ、世は夢の如く-』（2015年、セガ・インタラクティブ）